# توم فيلتون
توماس أندرو فيلتون أو توم فيلتون (بالإنجليزية: Tom Felton)‏ مواليد 22 سبتمبر 2008 في سري، إنجلترا، هو ممثل ومغن إنجليزي بدأ مسيرته الفنية عام 1997 , واشتهر بتجسيده شخصية دراكو مالفوي في سلسلة أفلام الفانتازيا الشهيرة هاري بوتر للكاتبة جي كي رولينغ . 

## الأعمال
- the borrowers
- أنا و الملك
- إدراك خارج الحواس
- هاري بوتر وحجر الفيلسوف
- هاري بوتر وحجرة الأسرار
- هاري بوتر وسجين أزكابان
- هاري بوتر وكأس النار
- هاري بوتر وجماعة العنقاء
- the disappeared
- هاري بوتر والأمير الهجين
- جيت هيم تو ذا جريك
- هاري بوتر والرحلة الممنوعة
- night wolf
- هاري بوتر ومقدسات الموت الجزء الأول
- white other
- from the rough
- هاري بوتر ومقدسات الموت الجزء الثاني
- صحوة كوكب القردة
- الظهور
- في السر
- الحسناء
- How I Didn't Become a Piano Player
- ضد الشمس
- risen
- Message from the King
- مملكة متحدة
- ستراتون (فيلم)
- ميغان ليفي
- feed
- ophelia
- braking for whales
- الموسم الثالث من مسلسل البرق

## فيلموغرافيا
| السنة | اسم الفيلم              | الدور         | الملاحظات                    |
| ----- | ----------------------- | ------------- | ---------------------------- |
| 1997  | the borrowers           | PeagreenClock |                              |
|       |                         |               |                              |
| 2001  | هاري بوتر وحجر الفيلسوف | دراكو مالفوي  | عُرفت بهاري بوتر وحجر الساحر. |
| 2002  | هاري بوتر وحجرة الأسرار | دراكو مالفوي  |                              |
| 2003  | هاري بوتر وسجين ازكابان | دراكو مالفوي  |                              |
|       |                         |               |                              |

## وصلات خارجية
- توم فيلتون على موقع IMDb (الإنجليزية)
- توم فيلتون على موقع ميتاكريتيك (الإنجليزية)
- توم فيلتون على موقع روتن توميتوز (الإنجليزية)
- توم فيلتون على موقع ألو سيني (الفرنسية)
- توم فيلتون على موقع ميوزك برينز (الإنجليزية)
- توم فيلتون على موقع أول موفي (الإنجليزية)
- توم فيلتون على موقع قاعدة بيانات الأفلام السويدية (السويدية)
- توم فيلتون على موقع إن إن دي بي (الإنجليزية)
- توم فيلتون على موقع أول ميوزيك (الإنجليزية)
- توم فيلتون على موقع ديسكوغز (الإنجليزية)

- الموقع الإلكتروني